# Otis Boykin
Otis Frank Boykin (Dallas, Texas, 29 de agosto de 1929 – 13 de março de 1982) foi um inventor e engenheiro afro-americano.

## Biografia
Otis Boykin nasceu em 1920, no Texas. Sua mãe era dona de casa e seu pai era carpinteiro. Otis trabalhou como assistente de laboratório perto de um laboratório espacial da sua Universidade. Serviu na Fisk University e no Instituto de Tecnologia de Illinois, mas saiu após dois anos pois seus pais não podiam pagar seu ensino na Universidade.
Otis, em seu tempo de vida, inventou mais de 25 aparelhos eletrônicos. Uma das suas primeiras invenções foi um resistor elétrico improvisado para computadores, rádios, televisões e aparelhos eletrônicos. Dentre suas notáveis invenções inclui também um resistor variável usado em mísseis guiados e outros pequenos componentes para computadores com resistores espessos.
A invenção mais famosa de Otis Boykin foi provavelmente uma unidade de controle para o marca-passo cardíaco. Em sua essência, o dispositivo usa impulsos elétricos para manter o ritmo cardíaco regular.
Boykin morreu de insuficiência cardíaca em 1982 aos 52 anos em Chicago.
Foi induzido em 2014 no National Inventors Hall of Fame.